# Киземское сельское поселение
Киземское се́льское поселе́ние или муниципальное образование «Киземское» — упразднённое муниципальное образование со статусом сельского поселения в составе Устьянского муниципального района Архангельской области России.
Соответствовало административно-территориальной единице в Устьянском районе — Киземскому сельсовету.
Административный центр — посёлок Кизема.
Включено в перечень монопрофильных муниципальных образований Российской Федерации (моногородов) в категорию муниципальных образований с наиболее сложным социально-экономическим положением (в том числе во взаимосвязи с проблемами функционирования градообразующих организаций).

## География
- Нахождение: юго-восточная часть Устьянского района
- Крупнейшие реки поселения: Кизема, Вонжуга, Сенгос, Шалашна.
- Граничит: с Дмитриевским сельским поселением на севере, с Ломоватским сельским поселением Великоустюгского района Вологодской области на востоке, с Илезским сельским поселением на западе, с Востровским сельским поселением Нюксенского района Вологодской области на юге.

## История
Муниципальное образование было образовано законом от 23 сентября 2004 года.
В сентябре 2022 года сельское поселение и остальные поселения муниципального района были упразднены и преобразованы путём их объединения в Устьянский муниципальный округ.
В сентябре 1959 года посёлок Кизема был передан в состав Устьянского района  Черевковского района. Киземский поселковый совет был образован в 1951 году.

## Население
| 2006  | 2010  | 2011  | 2012  | 2013  | 2014  | 2015  |
| ----- | ----- | ----- | ----- | ----- | ----- | ----- |
| 3652  | ↘3094 | ↘3075 | ↘2964 | ↘2808 | ↘2698 | ↘2607 |
| 2016  | 2017  | 2018  | 2019  | 2020  | 2021  |       |
| ↘2528 | ↘2460 | ↘2410 | ↘2344 | ↘2296 | ↗2297 |       |

## Населённые пункты
На территории поселения находятся:
- Вонжуга
- Кизема
- Сенгос